# Locomotiva 0-4-4-0

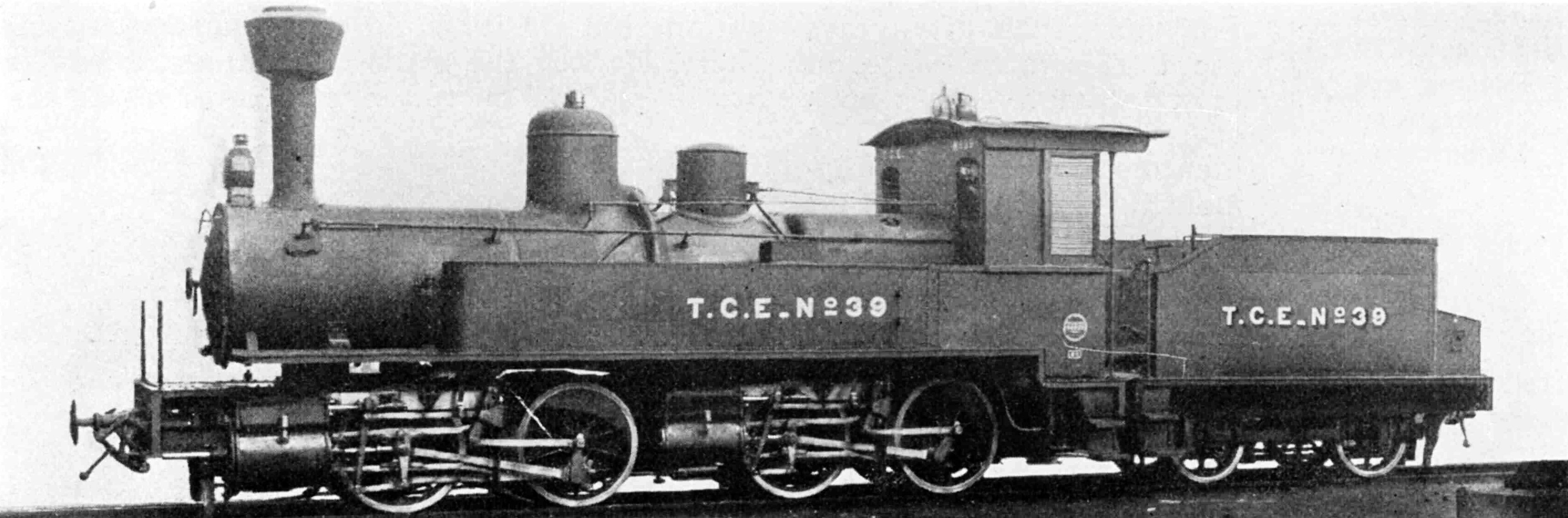
Uma loco 0-4-4-0 de Bitola métrica da C. de F. de Madagascar concebida pela Baldwin Locomotive Works.

Um arranjo 0-4-4-0 na Classificação Whyte para locomotivas a vapor, significa que a locomotiva possui um eixo de rodeiros guias ou lideres sem tração, seguidos de quatro eixos de rodeiros tracionados e mais um eixo de rodeiros sem tração. Exemplos de locomotivas com esta configuração são as chamadas Mallet's e as modelos duplo Fairlie. E algumas locomotivas Garratt também a usam, mas são referidas como 0-4-0+0-4-0.
Outras equivalências deste tipo de configuração são:
Classificação UIC: BB (também conhecidas na Classificação Alemã e na Classificação Italiana

Classificação Francesa: 020+020

Classificação Turca: 22+22

Classificação Suíça: 2/2+2/2
A classificação UIC também notabiliza as classificações: B'B para as locomotivas Mallet's e B'B' para as locomotivas Meyer.
A ferrovia Eritrean Railways utiliza muitas desta locomotivas, sendo que a última foi adquirida em 1963 sendo a última locomotiva Mallet da história. Veja neste link.